# Nantcwnlle
Nantcwnlle est une communauté du Ceredigion, au pays de Galles.

## Géographie
La communauté est située dans le centre du Ceredigion et comprend les villages et hameaux de Abermeurig (en), Bwlch-llan (cy), Gartheli (cy), Llundain-fach (cy), Llwyn-y-groes (cy) et Trefilan (cy).

## Démographie
Au recensement de 2011, la communauté de Nantcwnlle comptait 804 habitants.